# Purpurówka Kaehlera
Purpurówka Kaehlera, purpurówka brzoskwiniowa (Purpuricenus kaehleri) – gatunek chrząszcza z rodziny kózkowatych i podrodziny kózkowych. Występuje w południowej, środkowej i wschodniej Europie oraz zachodniej części Azji po zachodnią Syberię i północny Iran. Zasiedla stanowiska kserotermiczne, ciepłe lasostepy, sady i winnice. Larwy żerują w drewnie roślin liściastych. Owady dorosłe są czarno-czerwone i spotykane od maja do sierpnia. W Polsce gatunek nieobserwowany od 1949 roku.

## Taksonomia
Gatunek ten opisany został w 1758 roku przez Karola Linneusza w 10. edycji Systema Naturae pod nazwą Cerambyx kaehleri. W 1775 Johan Christian Fabricius przeniósł go do rodzaju Lamia, a w 1821 roku Pierre F.M.A. Dejan umieścił go w rodzaju Purpuricenus. Współcześnie w jego obrębie wyróżnia się dwa podgatunki:
- Purpuricenus kaehleri kaehleri (Linnaeus, 1758)
- Purpuricenus kaehleri menetriesi Motschulsky, 1845

## Opis
Stosunkowo duży chrząszcz o ciele długości od 9 do 21 mm. Podstawowe ubarwienie jest czarne. Przedplecze u podgatunku nominatywnego jest zwykle całe czarne lub ma parę czerwonych kropek w przednio-bocznej części; rzadziej występuje czerwona przepaska przy przednim brzegu, a bardzo rzadko barwa czerwona prawie dominuje. U podgatunku P. k. menetriesi przedplecze jest zawsze dwubarwne, a niekiedy (zwłaszcza u samic z północno-zachodniego Kaukazu) jest prawie całe czerwone z tylko parą małych czarnych kropek u nasady. Pokrywy są cynobrowoczerwone do krwistoczerwonych, pośrodku ze wspólną plamą barwy czarnej, niedochodzącą najczęściej do ich tylnych krawędzi. Plama ta może mieć wiele różnych kształtów (gruszkowata, owalna lub o równoległych bokach) i być od niewielkiej do tak dużej, że zakrywa prawie cały czerwony kolor. W rozmiarach czułków zaznaczony jest dymorfizm płciowy. U samca są od półtora do dwukrotnie dłuższych od ciała, zaś u samicy tak długie jak ciało lub nieco od niego dłuższe.

## Biologia i ekologia

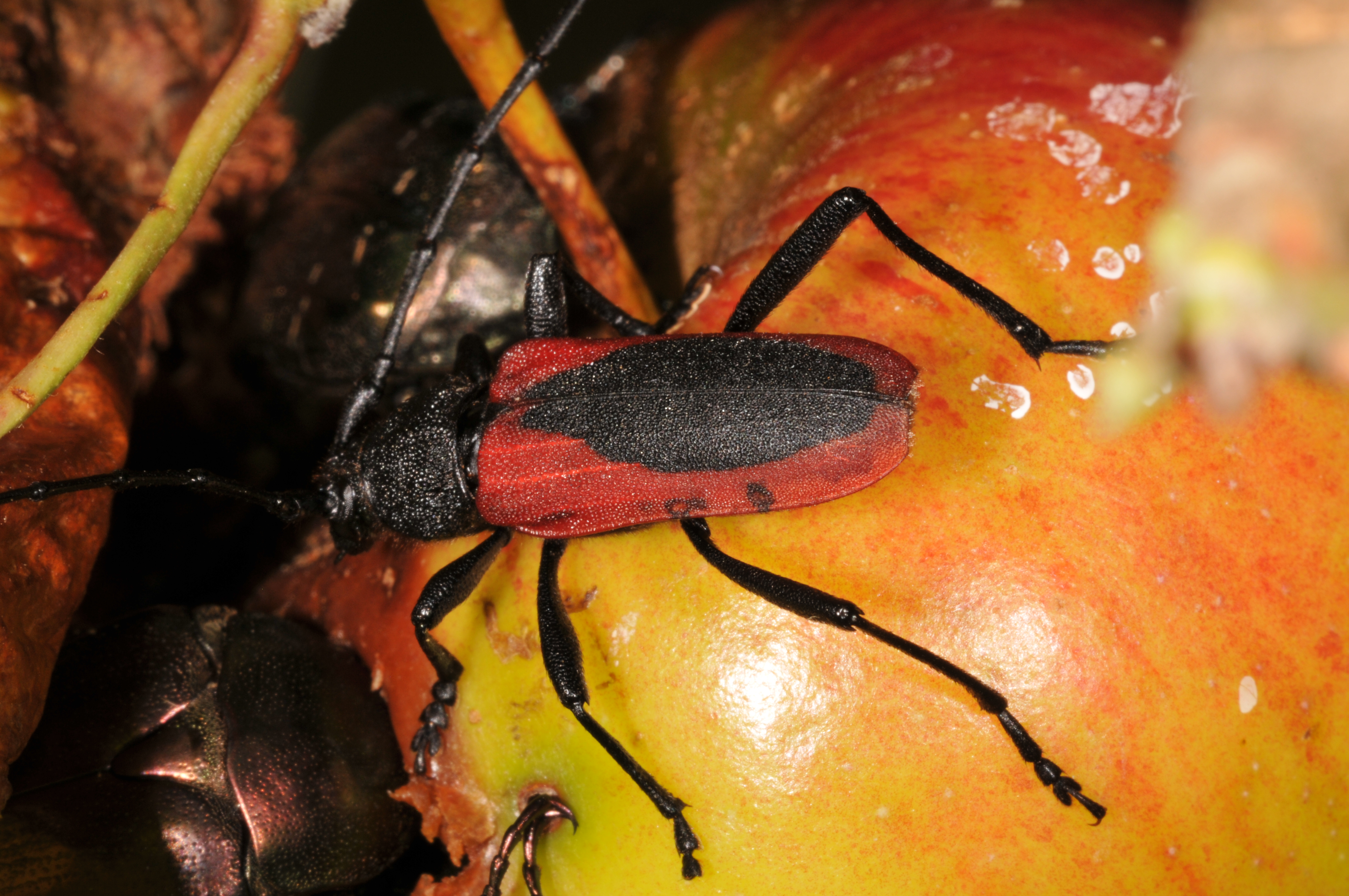
Pożywiające się imago.

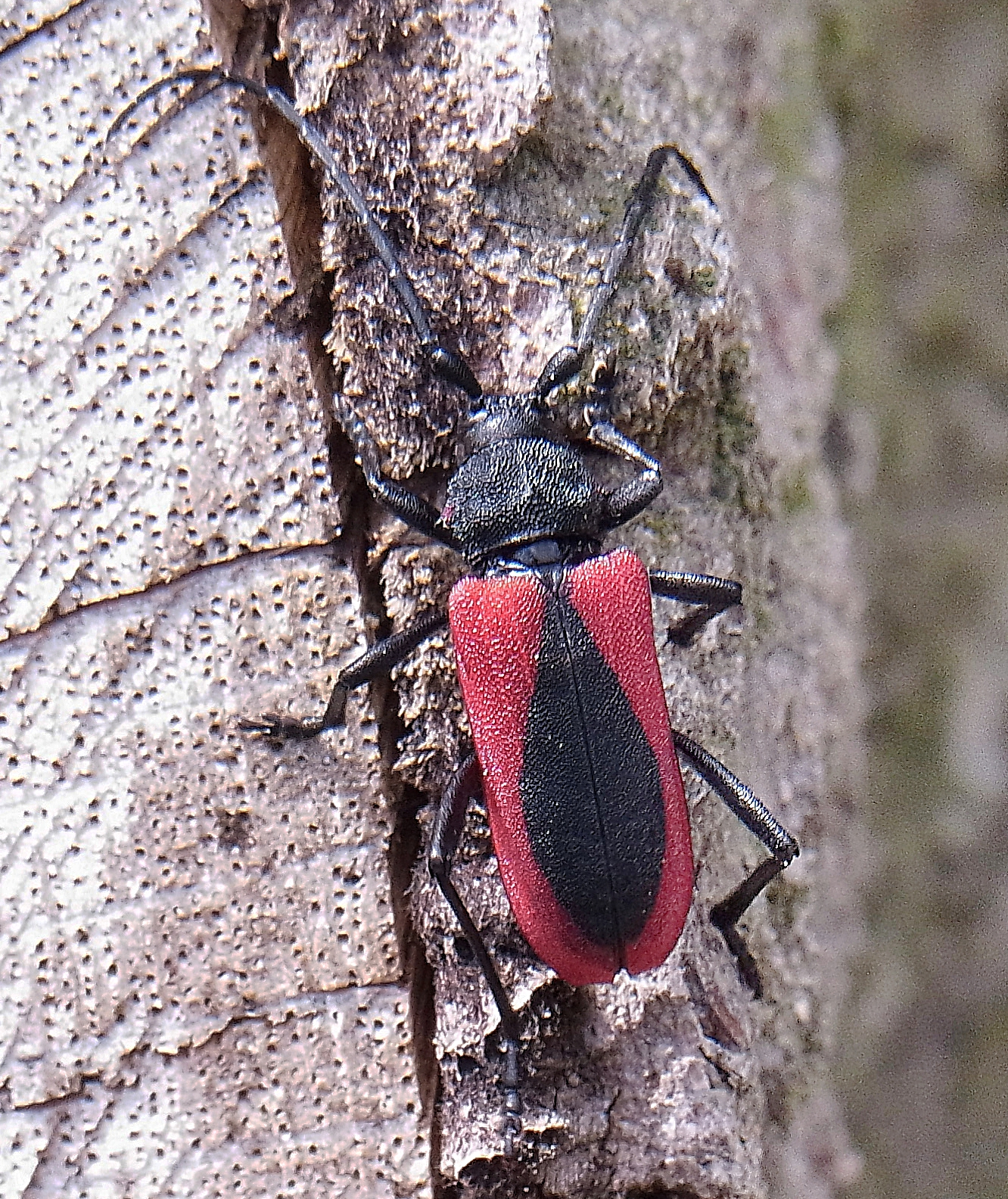
Samica na roślinie lęgowej – dębie

Gatunek ten naturalnie występuje na zboczach kserotermicznych i ciepłych lasostepach. Ponadto zasiedla sady, ogrody owocowe, winnice i lasy liściaste.
Larwy żerują w drewnie roślin liściastych: brzoskwiń, buków, czeremch, dębów, głogów, kasztanów, kasztanowców, klonów, morel, pigw, robinii akacjowej, topól, śliw, wiązów, wierzb, wiśni i winorośli. Samica składa jaja w martwych, obumierających lub osłabionych gałęziach o średnicy 2–6 cm. W przypadku drzew preferuje środkową i wierzchołkową strefę korony. Larwa najpierw żeruje pod korą, potem wgryza się stosunkowo głęboko w drewno. Utworzony chodnik biegnie zwykle wzdłuż pnia lub konaru i zapełniony jest drobnymi trocinkami. Kolebka poczwarkowa zamknięta jest zatyczką z trocin. Do przepoczwarczenia dochodzi wiosną, a otwory wylotowe dorosłych owadów mają wymiary około 5×10 mm i owalną formę. Cykl rozwojowy jest dwu- lub trzyletni.
Owady dorosłe spotyka się na roślinach żywicielskich larw, kwiatach (np. wierzb, marchwi, brzoskwiń, pokrzyw) oraz na gnijących owocach, z których spijają sok. Rójka trwa od maja do połowy sierpnia, przy czym w Polsce notowano ją od początku czerwca.

## Rozprzestrzenienie
W Europie występuje tylko podgatunek nominatywny P. k. kaehleri, szeroko rozprzestrzeniony w jej części południowej, środkowej i wschodniej. Na zachód sięga Portugalii, na północ do Francji, Niemiec, Polski i Białorusi. W Rosji podgatunek ten sięga na wschodzie Niziny Zachodniosyberyjskiej (dolina Tomu), a na północy obwodu moskiewskiego i południowych krańców obwodu kirowskiego, niżnonowogrodzkiego, Czuwaszji i Mari El. Ponadto podgatunek ten występuje w północnym Kazachstanie i Turcji.
Podgatunek P. k. menetriesi występuje wyłącznie w Azji. Rozsiedlony jest od północno-wschodniej Turcji (prowincje Rize i Artvin), Dagestanu, Kraju Krasnodarskiego i Gruzji przez Azerbejdżan po północny Iran (ostany: Golestan, Mazandaran, Zandżan i Gilan). Niepewne doniesienie pochodzi z Armenii.
W Europie Środkowej purpurówkę tę notuje się na nielicznych, rozproszonych stanowiskach do wysokości około 400 m n.p.m. W Polsce w ciągu XIX i XX wieku odnotowano ją na 26 stanowiskach, przy czym ostatni raz odłowiono ją w 1949 roku w Ciechocinku. Przypuszcza się, że w Polsce znikła lub wymarła, a jej występowanie w tym kraju wymaga potwierdzenia nowymi okazami. Jako prawdopodobne przyczyny zaniku w Polsce wymienia się przede wszystkim intensywne stosowanie insektycydów (zwłaszcza DDT) w sadach i zmiany kultury sadowniczej po II wojnie światowej. Ocieplenie klimatu może przyczynić się do powstania dogodniejszych warunków do występowania tego gatunku w tym kraju. W latach 2001–2004 chrząszcz ten był w Polsce objęty ochroną gatunkową, a w 2002 znalazł się na Czerwonej liście zwierząt ginących i zagrożonych w Polsce jako gatunek zagrożony o statusie słabo rozpoznanym (DD – Data Deficient).
W 2005 umieszczony został na „Czerwonej liście gatunków zagrożonych Republiki Czeskiej. Bezkręgowce” jako gatunek krytycznie zagrożony i regionalnie wymarły. Na Europejskiej czerwonej liście chrząszczy saproksylicznych z 2010 figuruje jako gatunek najmniejszej troski (LC – Least Concern).